# Albert Anastasia
Umberto „Albert” Anastasia (italiană: [umˈbɛrto anastaˈziːa]; născut Anastasio pronunție în italiană [anaˈstaːzjo]; n. 26 septembrie 1902, Tropea, Calabria, Italia – d. 25 octombrie 1957, Park Central Hotel⁠(d), New York, SUA) a fost un gangster italoamerican, asasin și boss. Unul dintre fondatorii mafiei americane moderne și temut lider al organizației Murder, Inc., grup pe care mai târziu îl va conduce,  Anastasia a ajuns don al familiei Gambino, cunoscută la vremea respectivă sub numele de familia Mangano. Acesta controla docurile din New York și avea o influență puternică în sindicatele docherilor⁠(d). Anastasia a fost ucis pe 25 octombrie 1957 la ordinele lui Vito Genovese și Carlo Gambino; Gambino a devenit ulterior don al familiei sale.
Anastasia a fost unul dintre cei mai temuți și brutali mafioți asociați crimei organizate din istoria americană. Ca urmare a reputației sale, acesta a primit poreclele „Cutremurul”, „The One-Man Army”, „Pălărierul nebun⁠(d) și „Lord High Executioner”.

## Biografie
Anastasia s-a născut Umberto Anastasio la 26 septembrie 1902 în Parghelia, Calabria, Italia, fiul lui Bartolomeo Anastasio și a Mariannei Polistena. Tatăl Anastasiei a fost un muncitor feroviar care a murit după Primul Război Mondial, lăsând în urmă nouă copii. Anastasia avea șapte frați: Raffaele, Sincer, Anthony⁠(d), Iosif, Gerardo, Luigi (care s-a mutat în Australia), Salvatore Anastasio și o soră Maria.
În 1919, Anastasia, împreună cu frații săi Joseph, Anthony și Gerardo, au intrat ilegal⁠(d) în Statele Unite după ce au părăsit un cargou la bordul căruia lucrau în New York City. Odată intrați în țară, au început să lucreze ca docheri în docurile din Brooklyn.
La 17 martie 1921, Anastasia a fost condamnat pentru uciderea docherului George Turino după o ceartă. A fost condamnat la moarte și trimis la închisoarea statală Sing Sing din Ossining, New York unde aștepta să fie executat. Totuși, din cauza unor chestiuni legale, Anastasia a obținut dreptul la rejudecare⁠(d) în 1922; patru dintre martorii inițiali ai acuzării au fost dați dispăruți, iar Anastasia a fost eliberat din arest. În această perioadă, și-a schimbat numele de familie din „Anastasio” în „Anastasia”.
La 6 iunie 1923, Anastasia a fost condamnat pentru deținerea ilegală a unei arme de foc la doi ani de închisoare. În 1937 s-a căsătorit cu Elsa Bargnesi și au avut împreună doi fii, Umberto și Richard, și două fiice, Joyana și Gloriana.

### Ascensiunea
La sfârșitul anilor 1920, Anastasia devenise un lider important al Asociației Internaționale a Docherilor⁠(d) (ILA), controlând șase filiale locale ale sindicatului din Brooklyn. Anastasia a pus bazele unui parteneriat cu Giuseppe "Joe the Boss" Masseria, un puternic lider al mafiei din Brooklyn. Cei doi au devenit parteneri apropiați cu viitorii șefi ai Cosa Nostra - Joe Adonis, Charles „Lucky” Luciano, Vito Genovese și Frank Costello.
În 1928, Anastasia a fost acuzat de crimă în Brooklyn, dar martorii fie au dispărut, fie au refuzat să depună mărturie în instanță.

### Războiul Castellammarese
La începutul anului 1931, războiul Castellammarese a izbucnit între Joe Masseria și Salvatore Maranzano. Conform unei înțelegeri secrete cu Maranzano, Luciano a fost de acord să orchestreze eliminarea șefului său, Masseria, cu condiția ca el să preia activitățile sale și să devină subșeful lui Maranzano. Pe 15 aprilie 1931, Luciano a organizat o întâlnire cu Masseria într-un restaurant numit Nuova Villa Tammaro de pe Insula Coney⁠(d). Se speculează că în timpul unui joc de cărți, Luciano a mers la toaletă, iar Anastasia, Vito Genovese, Joe Adonis și Benjamin "Bugsy" Siegel l-au împușcat pe Masseria. Potrivit legendei, Ciro Terranova⁠(d) trebuia să conducă mașina, însă a fost atât de șocat de incident încât a trebuit să fie îndepărtat de la volan de către Siegel. După asasinare, Luciano a preluat familia lui Masseria cu Genovese în funcția de subșef.
În septembrie 1931, Luciano și Genovese au plănuit asasinarea lui Salvatore Maranzano. Luciano primise recent vestea că Maranzano orchestra eliminarea sa și a lui Genovese; din acest motiv pregătise o o echipă care să-l ucidă pe Maranzano. Pe 10 septembrie 1931, când Maranzano i-a convocat pe Luciano, Genovese și Frank Costello la o întâlnire în biroul său, aceștia știau că li se pregătește asasinarea. Luciano a decis în schimb să trimită patru gangsteri evrei pe care apropiații lui Marazano nu-i cunoșteau. Cei patru au fost sprijiniți de Lansky și Siegel. După eliminarea acestuia, Luciano, care fondase deja National Crime Syndicate, înființează Comisia care să supravegheze activitățile mafiei și să rezolve problemele dintre familii.
În 1932, Anastasia a fost acuzat de uciderea unui bărbat cu un spărgător de gheață⁠(d), dar cazul a fost abandonat deoarece nu existau martori. În anul următor, a fost acuzat de uciderea unui bărbat care lucra într-o spălătorie; din nou, nu au existat martori dispuși să depună mărturie.

### Murder, Inc.
Datorită loialității sale, Luciano îl pune pe Anastasia și pe Louis Buchalter, unul dintre cei mai mari șantajiști din țară, la conducerea Murder, Inc., grup care executa ordinele liderilor National Crime Syndicate. Trupa - cunoscut și sub denumirea de „Băieții din Brownsville” - era un grup de asasini evrei și italieni care operau dintr-un magazin de bomboane intitulat Midnight Rose deținut de gangsterul Louis Capone în cartierul Brownsville⁠(d) din Brooklyn. În cei 10 ani în care a funcționat, se estimează că Murder Inc. a comis mii de crime, mare parte din ele nefiind soluționate. Ca urmare a acțiunilor sale în calitate de lider al grupului, Anastasia a primit poreclele „Pălărierul nebun” și „Lord High Executioner”.
Influența Comisiei a fost testată în 1935 când i-a ordonat lui Dutch Schultz să nu-l ucidă pe procurorul special⁠(d) Thomas E. Dewey deoarece autoritățile ar putea reacționa brutal. Schultz a declarat că îl la va asasina pe Dewey în ciuda deciziei luate de Comisie. Anastasia este abordat de Schultz care îi cere să spioneze apartamentul lui Dewey de pe Fifth Avenue, însă acesta îi transmite informațiile lui Luciano. La aflarea veștii, Comisia organizează o întâlnire discretă și după numai șase ore de discuții, i se ordonă lui Buchalter să-l ucidă pe Schultz. Pe 23 octombrie 1935, înainte să-l poată asasina pe Dewey, Schultz este împușcat într-o tavernă din Newark, New Jersey și moare a doua zi din cauza rănilor.
Pe 7 iunie 1936, Luciano, a fost condamnat la închisoare în baza a 62 de capete de acuzare. Pe 18 iulie 1936, a primit o pedeapsă de 30 până la 50 de ani de închisoare. Genovese a devenit șef interimar, dar a fost forțat să fugă în Italia în 1937 după ce a fost pus sub acuzare pentru o crimă din 1934. Prin urmare, Costello devine șef interimar al familiei Luciano.
În mai 1939, Anastasia ar fi ordonat uciderea lui Morris Diamond, un membru al sindicatului Teamsters⁠(d) din Brooklyn care s-a împotrivit încercărilor lui Buchalter de a menține controlul asupra districtului Garment⁠(d) din Manhattan.  În vara anului 1939, ar fi planificat uciderea lui Peter Panto⁠(d), un activist ILA⁠(d) care milita pentru reforme democratice în filialele locale ale sindicatelor și a refuzat să fie intimidat de conducerea ILA. Pe 14 iulie 1939, Panto a dispărut, trupul său fiind descoperit la o fermă din New Jersey.
În 1941, Abe Reles, un liderul unei bande din Brownsville, Brooklyn care furniza asasini grupului Murder, Inc. în decada precedentă, a fost arestat de poliție, fapt care a condus la desființarea Murder, Inc. Reles a fost de acord să depună mărturie ca să evite condamnarea la moarte. Ca urmare a informațiilor oferite de acesta, șapte membri ai grupului au fost condamnați. De asemenea, acesta avea informații care îl puteau implica pe Anastasia în cazurile Diamond și Panto. Conștient de acest lucru, Anastasia a oferit o recompensă de 100.000 de dolari oricui îl elimină pe Reles. Pe 12 noiembrie 1941, Reles a fost găsit mort pe acoperișul unui restaurant din fața hotelului Half Moon⁠(d) din Coney Island. Acesta a locuit într-o cameră păzită situată la etajul al șaselea al unui imobil pe parcursul procesului. În 1951, un mare juriu⁠(d) a stabilit că moartea lui Rules a fost accidentală. Cu toate acestea, numeroși funcționari au bănuit că Reles a fost ucis.
În primăvara anului 1942, Anastasia ar fi ordonat uciderea unui asociat, Anthony Romeo, care fusese arestat și interogat în cazul Panto. La sfârșitul lunii iunie, trupul lui Romeo a fost descoperit lângă Guyencourt⁠(d), Delaware. Acesta a fost bătut și împușcat de mai multe ori.

### Al Doilea Război Mondial
În timpul celui de-al Doilea Război Mondial, Anastasia a formulat un plan prin care să obțină grațierea gangsterului Luciano. Întrucât Statele Unite avea nevoie de aliați în Sicilia ca să poată iniția invazia Italiei continentale, iar Marina SUA dorea să utilizeze toate navele în război, Anastasia a cerut statului o pedeapsă mai scurtă pentru Luciano sau chiar grațierea sa. În schimbul acestei modificări, mafia va asigura securitatea docurilor și va ajuta armata americană în Sicilia.
În 1942, Anastasia s-a înrolat în armată, probabil din dorința de a scăpa de anchetele penale care măcinau Murder, Inc. A obținut gradul de sergent tehnic⁠(d) și a pregătit soldați pentru meseria de docher⁠(d) la Fort Indiantown Gap⁠(d) din Pennsylvania. În 1943, a primit cetățenia americană datorită activităților sale din timpul războiului. În anul următor, Anastasia a fost lăsat la vatră⁠(d) și s-a mutat alături de familia sa la o fermă pe strada Bluff din Fort Lee, New Jersey.
În 1945, autoritățile militare americane din Sicilia l-au adus pe Genovese în țară pentru a fi judecat pentru uciderea lui Ferdinand Boccia în 1934. Cu toate acestea, după moartea principalului martor, s-a renunțat la toate acuzațiile. În 1946, guvernatorul statului New York⁠(d) Thomas E. Dewey a comutat sentința lui Luciano, iar guvernul federal l-a deportat imediat în Italia.
În 1948, Anastasia a cumpărat o fabrică de confecții textile în Hazleton, Pennsylvania⁠(d) și l-a lăsat pe fratelui său Anthony să-i gestioneze afacerile din docuri.

### Familia Anastasia
În 1951, Senatul SUA l-a interogat pe Anastasia cu privire la activitățile de crimă organizată în cadrul audierilor Kefauver⁠(d).
În ciuda faptului că era un gangster influent, Anastasia a fost subșeful nominal al familiei Mangano sub Vincent Mangano. În timpul conducerii sale de 20 de ani, Mangano a fost deranjat de legăturile strânse pe care Anastasia le avea cu Luciano și Costello, respectiv de faptul că nu îi era solicitată permisiunea când aceștia apelau la serviciile lui Anastasia. Disputele dintre cei doi au condus la un schimb aprins de cuvinte și uneori chiar la lupte fizice. Pe 19 aprilie 1951, Mangano a dispărut, iar trupul său nu a fost descoperit niciodată. În aceeași zi, fratele lui Vincent, Philip⁠(d), a fost descoperit mort în Jamaica Bay⁠(d). Nimeni nu a fost arestat pentru uciderea fraților Mangano, dar se presupune că Anastasia a comandat asasinarea acestora.
După moartea fraților Mangano, Anastasia, care ocupase funcția de șef interimar al familiei lor, s-a întâlnit cu reprezentanții Comisiei în fața cărora a susținut că cei doi voiau să-l ucidă, dar nu a recunoscut că el i-a ucis. La îndemnul lui Costello, Comisia a aprobat preluarea funcției de boss de către Anastasia. Costello dorea ca acesta să preia puterea deoarece avea nevoie de un aliat în conflictul pe care îl avea cu Vito Genovese. Anastasia era sprijinit și de donul Joseph Bonanno care pur și simplu dorea să evite un război între familii⁠(d).
În martie 1952, Anastasia ar fi ordonat uciderea newyorkezului Arnold Schuster⁠(d) după ce a reușit să-l identifice pe jefuitorul de bănci Willie Sutton⁠(d). Când Anastasia a văzut interviul cu Schuster la televizor, se speculează că acesta a spus „Nu suport turnătorii! Fă-i de petrecanie!”. Pe 8 martie 1952, Schuster a fost împușcat pe o stradă din Borough Park, Brooklyn⁠(d). În 1963, Joseph Valachi⁠(d) a susținut în fața unei comisii guvernamentale că Anastasia că a ordonat eliminarea lui Schuster, dar o parte din forțele de ordine au privit cu scepticism această declarație. Poliția nu a arestat pe nimeni în cazul uciderii lui Schuster.
Pe 9 decembrie 1952, guvernul federal a cerut denaturalizarea lui Anastasia și deportarea sa deoarece a mințit când a aplicat pentru cetățenie.

### Conspirație
Pentru a prelua controlul familiei Luciano, Genovese trebuia să-l omoare atât pe Costello, cât și pe Anastasia. Acesta a atras atenția asupra comportamentului brutal al lui Anastasia pe care îl caracteriza drept un criminal instabil ale cărui acțiuni atrag atenția oamenilor legii și pun în pericol activitățile Cosa Nostra. Mai mult, Genovese a susținut că acesta a permis unor indivizi să devină membri cu drepturile depline în familia sa în schimbul a 50.000 de dolari, încălcând astfel o regulă impusă de Comisie. Conform lui Valachi, Anastasia a pierdut sume imense de bani pariind pe curse de cai, fapt care l-a transformat într-o persoană și mai impredictibilă.
În următorii ani, Genovese a obținut în secret sprijinul lui Carlo Gambino, caporegime al familiei Anastasia, și i-a oferit acestuia funcția de lider al familiei dacă cooperează.
Pe 23 mai 1955, Anastasia a fost găsit vinovat de evaziune fiscală după ce a refuzat să-și raporteze veniturile încă de la finalul anilor 1940. Pe 3 iunie 1955, Anastasia a fost condamnat la un an de închisoare și a primit o amendă de 20.000 de dolari. După ce a fost condamnat, guvernul federal a solicitat revocarea cetățeniei sale pentru a putea fi deportat. Cu toate acestea, pe 19 septembrie 1955, o instanță superioară a anulat această hotărâre.
La începutul anului 1957, Genovese a decis să-l elimine pe Costello. La 2 mai 1957, Vincent Gigante l-a împușcat pe Costello în holul blocului său. Deși nu a reușit să-l ucidă, rana fiind superficială, după această tentativă de asasinare, Costello a decis să renunțe la putere, să-i lase funcția de boss lui Genovese și să se retragă. Genovese redenumește grupului sub numele de familia Genovese. Bonanno va susține mai târziu că datorită intervenției sale Anastasia nu a declarat pe loc război noii familii.
Pe 17 iunie, Frank Scalice, subșeful lui Anastasia și cel care a permis unor indivizi să devină membri oficiali în schimbul unor sume de bani, este asasinat. Valachi a declarat că Anastasia a fost de acord atât cu eliminarea lui Frank, cât și cu eliminarea fratelui său Joseph Scalice.

### Asasinarea
În dimineața zilei de 25 octombrie 1957, Anastasia a intrat în frizeria hotelului Park Sheraton⁠(d), de pe 56th Street și 7th Avenue din Midtown Manhattan⁠(d). Șoferul lui Anastasiei a parcat mașina într-un garaj subteran și apoi a ieșit la o plimbare, lăsându-l pe acesta fără protecție. În timp ce Anastasia se relaxa în scaun, doi bărbați cu fețele acoperite au intrat în frizerie, l-au alungat pe bărbier și l-au împușcat. După primele gloanțe, Anastasia s-ar fi năpustit asupra atacatorilor. Totuși, aflat în stare de șoc, acesta atacase de fapt reflexiile atacatorilor din oglinda de pe peretele frizeriei. Cei doi au continuat să-l împuște pe Anastasia până când a căzut pe podea.
Cazul asasinării lui Anastasia a trezit interesul publicului și a declanșat o investigație serioasă a poliției. Conform jurnalistului The New York Times Selwyn Raab⁠(d), „Imaginea grafică a unei victime neputincioase învelite în prosoape albe a fost întipărită în memoria publicului”. Cu toate acestea, nimeni nu a fost acuzat în acest caz. S-a speculat că Anastasia a fost asasinat de gangsterul familiei Profaci Joe Gallo sau de familia Petriarca⁠(d) din Providence, Rhode Island sau chiar de anumiți traficanți de droguri din familia Gambino. Inițial, NYPD a declarat că asasinarea lui Anastasia a fost pusă la cale de Genovese și Gambino, iar o gașcă condusă de Gallo a executat ordinele. La un moment dat, Gallo s-a lăudat unui asociat cu rolul său din asasinare spunând: „Puteți să ne numiți cvintetul frizeriei⁠(d)”.
Înmormântarea lui Anastasiei a avut loc la o casă funerară din Brooklyn; dieceza romano-catolică de Brooklyn⁠(d) a refuzat să permită desfășurarea înmormântării în biserică. Anastasia a fost înmormântat în cimitirul Green-Wood⁠(d) din Greenwood Heights, Brooklyn⁠(d); la slujbă au participat doar câțiva prieteni și rude. Pe mormânt este trecut cu numele „Anastasio”. În 1958, familia sa a emigrat în Canada și și-a schimbat numele în „Anisio”.

### Urmări
Gambino urma să fie proclamat boss al familiei Anastasia în cadrul întâlnirii din Apalachin din 14 noiembrie 1957 convocate de Genovese cu scopul de a discuta viitorul Cosa Nostra după preluarea familiei Luciano. Când întâlnirea a fost întreruptă de o razie a poliției, numirea lui Gambino a fost amânată pentru o întâlnire viitoare din New York City. Investigația oamenilor legii a afectat puternic reputația lui Genovese. Sub Gambino, Anthony Anastasio și-a pierdut influența și a decis să devină informator pentru FBI cu puțin timp înainte de moartea sa în 1963.
Genoveze a domnit o perioadă scurtă în calitate de boss. În 1957, după dezastruoasa întâlnire din Apalachin, Luciano, Costello și Gambino au mituit un traficant de droguri să depună mărturie împotriva lui Genovese. Pe 7 iulie 1958, Genovese a fost acuzat de trafic de narcotice, iar pe 17 aprilie 1959 a fost condamnat la 15 ani de închisoare.
Anastasia a trăit într-un conac de 6.529 de metri pătrați cu 25 de camere situat pe un deal din Fort Lee, New Jersey începând cu 1947 până la asasinarea sa. În 1958, la mai puțin de un an de la moartea sa, comediantul⁠(d) Buddy Hackett și soția sa au achiziționat conacul și au locuit acolo pe parcursul anilor 1960. Conacul s-a vândut cu 6,9 milioane de dolari la sfârșitul lunii decembrie 2017. Casa a fost vândută ultima dată în decembrie 2018 pentru 3,6 milioane de dolari și demolată în martie 2019.  Actorul și fostul pugilist de categorie grea Jack O'Halloran⁠(d) susține că este fiul nelegitim al lui Anastasia.

## În cultura populară
După asasinarea Anastasia, scaunele din frizeria Hotelului Park Sheraton au fost repoziționate cu spatele la oglindă. Scaunul lui Anastasia a fost ulterior scos la licitație pentru 7.000 de dolari. În februarie 2012, acesta a fost expus la Muzeul Mafiei⁠(d) din Las Vegas.

### Filme
- Personajul fictiv Johnny Friendly (interpretat de Lee J. Cobb) din clasicul film american Pe Chei (1954) se bazează parțial pe Anastasia.[82]
- Scena de deschidere din filmul din 1959 Inside the Mafia⁠(d) prezintă asasinarea sa.
- Asasinarea lui Anastasia și întâlnirea din Apalachin sunt menționate în filmul Cu nașu la psihiatru (1999) cu Robert De Niro și Billy Crystal în rolurile principale.[83]
- Anastasia este interpretat de Fausto Tozzi⁠(d) în filmul The Valachi Papers⁠(d) (1972).
- Este interpretat de Richard Conte în filmul italian din 1973 cu Alberto Sordi Fratele meu Anastasia⁠(d).
- Este interpretat de Gianni Russo⁠(d) în filmul Lepke⁠(d) (1975) cu Tony Curtis în rol principal.
- Este interpretat de Garry Pastore⁠(d) în filmele din 2019 Irlandezul:Asasinul mafiei și Mob Town.

### Literatura
- În lucrarea de ficțiune Ziua șacalului⁠(d) (1973) de Frederick Forsyth, un detectiv în consideră pe Marco Vitellino - garda de corp a lui Albert Anastasia - drept unul dintre persoanele suspectate că urmează să-l asasineze pe președintele francez Charles de Gaulle. Acesta este eliminat de pe listă suspecților deoarece nu se potrivește cu descrierea dată asasinului.
- O asasinare fictivă are loc ca răspuns la uciderea lui Anastasia în prologul „Before the Play” al lucrării Strălucirea. Conform poveștii, hotelul Overlook era un loc popular în care personalități ale crimei organizate obișnuiau să se întâlnească în perioada postbelică. Ținta era un puternic gangster protejat de doi oameni înarmați. Trei asasini înarmați cu puști de vânătoare i-au eliminat gărzile, l-au împușcat pe mafiot și l-au castrat.[84]
- Asasinarea lui Anastasia este menționată în lucrarea The Raiders (1995) de Harold Robbins⁠(d). În această carte, asasinarea este executată de un ucigaș ofuscat cunoscut doar sub pseudonimul Malditesta (termen italian pentru durere îngrozitoare de cap).
- Lucrarea Son de Almendra de Mayra Montero⁠(d) este bazată pe asasinarea acestuia.[85]

### Jocuri video
- În Mafia II, Don Alberto Clemente se bazează parțial pe Anastasia.

### Muzică
- Rapperul Rick Ross și-a intitulat mixtape-ul din 2010 The Albert Anastasia EP.